# Laboratorio pirotecnico San Bernardino
Il laboratorio pirotecnico San Bernardino, originariamente chiamato artillerie laboratorium San Bernardino, è stata una struttura militare adibita al confezionamento di munizioni per l'esercito imperiale austriaco, situata ai limiti del centro storico di Verona, in prossimità della cinta magistrale. Dell'impianto originario è sopravvissuta solamente l'alta cortina di sicurezza, mentre i padiglioni sono stati sostituiti nel corso degli anni.

## Storia e descrizione
Un nuovo laboratorio pirotecnico era inizialmente previsto nel grande appezzamento inedificato del Campone, come indica un progetto elaborato intorno al 1840. Tuttavia, venne stabilito di erigere in quel punto l'omonimo complesso di caserme per fanteria e cavalleria, per cui si decise di collocare il laboratorio in un vasto terreno ortivo di pertinenza del convento di San Bernardino, lungo la strada militare di circonvallazione interna. Nell'assetto originario dello stabilimento, edificato tra il 1845 e il 1850 all'interno di un recinto di sicurezza di circa 125 x 145 m, erano situati cinque capannoni disposti a massima distanza di sicurezza reciproca, circa 80 m, secondo lo schema planimetrico a croce di sant'Andrea, in modo da diminuire i danni in caso di incendi o esplosioni. Nel 1866, inoltre, si eseguirono alcuni ampliamenti.
La funzione attribuita alla struttura era la produzione del munizionamento necessario alla piazzaforte e all'armata combattente nel Lombardo-Veneto. Visti i compiti attribuiti e la pericolosità delle lavorazioni con materiali esplosivi, l'organizzazione dello stabilimento rispondeva a rigidi criteri di sicurezza, nonché a criteri industriali di specializzazione delle singole unità lavorative, nei diversi capannoni.
Al centro, in asse con l’ingresso, era situato l'ufficio direttivo, sede degli ufficiali, cancelleria e magazzino dei materiali speciali e degli strumenti. Nei capannoni, non casamattati e di dimensioni circa 9,50 x 19 m, si confezionavano le munizioni per le armi portatili e per le artiglierie. Diretti dai mastri artificieri, gli operai militari producevano cartucce per fucili e pistole; per le artiglierie da campagna e da fortezza confezionavano cariche di lancio (cartocci), scatole a mitraglia, proiettili completi, granate per obici, bombe; preparavano anche razzi e proiettili incendiari. Venivano inoltre prodotte spolette e inneschi di vario genere, cannelli fulminanti, micce, misture incendiarie, come la rocca-fuoco, e altri speciali artifici, quali soffioni, ossia lance da fuoco usate con tempo piovoso dagli artiglieri, sorci incendiari e tortelli incatramati, per gli usi di guerra della pirotecnia militare.
L'alto recinto del struttura è ancora conservato, tuttavia i fabbricati interni non sono più quelli originari, sostituiti nel tempo.